# Lothar Collatz
Lothar Collatz   (Arnsberg, 6 de juliol de 1910 - Varna, 26 de setembre de 1990) va ser un matemàtic alemany.
Collatz va estudiar matemàtiques i física des de 1928 fins a 1933 successivament a les universitats de Greifswald, Múnic, Göttingen i Berlín. El 1935 va obtenir el doctorat en aquesta última, amb una tesi dirigida inicialment per Richard von Mises, però que degut a la seva precipitada marxa ja que era jueu, va tenir com tutors oficials Alfred Klose i Erhard Schmidt. Es va afiliar a les SA el 1933, a la LLiga Nazi de Professors el 1935 i al Partit Nazi el 1937. A partir de 1935 va ser professor ajudant a l'Escola Tècnica Superior de Karlsruhe (actual Institut Tecnològic de Karlsruhe) i el 1943, va passar a la universitat tècnica de Hannover. Finalment, el 1952, va ser nomenat professor de la universitat d'Hamburg on va crear i dirigir el seu Institut de Matemàtica Aplicada, fins que es va retirar el 1980. Va continuar fent recerca després de retirar-se i va morir sobtadament el 1990 a Varna (Bulgària) quan assistia a una conferència d'aritmètica computacional.
Collatz va fer recerca en matemàtiques aplicades, essent importants les seva contribucions en el camp de l'anàlisi numèrica, però és recordat sobre tot per haver formulat explícitament el 1937 la conjectura de Collatz, un problema que va circular de boca en boca, fins que a la dècada de 1970 van començar a publicar-se estudis sobre el tema, que continua sense resoldre.